# Johannes Miraeus

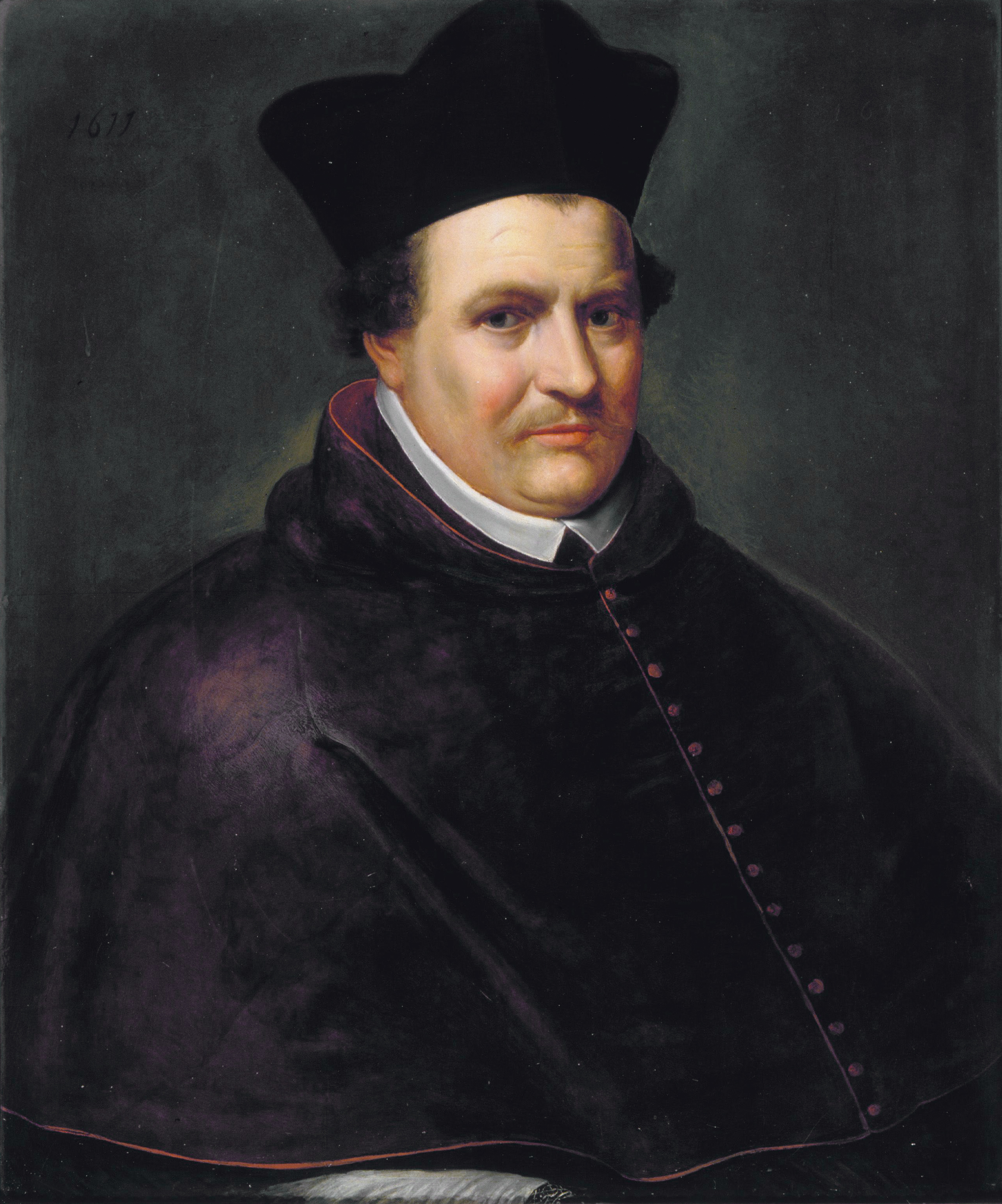
Otto van Veen: Porträt des Johannes Miraeus (1611)

Johannes Miraeus (* 6. Januar 1560 in Brüssel; † 12. Januar 1611 ebenda; auch Jean Le Mire) war ein römisch-katholischer Bischof.

## Leben
Miraeus verbrachte seine Schulzeit in Brüssel und studierte anschließend an den Universitäten von Douai und Löwen. 1591 wurde er Priester und Kanoniker in Brüssel. Am 15. März 1604 erfolgte die Ernennung zum Bischof von Antwerpen, die Bischofsweihe spendete ihm am 30. Mai 1604 der Erzbischof von Mechelen, Matthias van den Hove (Mathias Hovius), Mitkonsekratoren waren Pieter Damant, Bischof von Gent, und François Buisseret, Bischof von Namur. In dieser Position ernannte er unter anderem seinen Neffen, den späteren Kirchenhistoriker und Generalvikar Aubertus Miraeus, zum privaten Sekretär und schickte ihn in die Grafschaft Holland mit dem Auftrag, sich um die Anliegen der dortigen Katholiken zu kümmern. In seiner Zeit als Bischof von Antwerpen war er zudem Abt von Hemiksem.
Er verfasste mehrere Abhandlungen zu kirchlichen Themen.